# Віялохвістка білокрила
Віялохвістка білокрила (Rhipidura cockerelli) — вид горобцеподібних птахів родини віялохвісткових (Rhipiduridae).

## Поширення
Ендемік Соломонових островів. Його природне середовище проживання — субтропічні або тропічні вологі низинні ліси.

## Підвиди
- Rhipidura cockerelli albina Rothschild & Hartert 1901
- Rhipidura cockerelli cockerelli (Ramsay, EP) 1879
- Rhipidura cockerelli coultasi Mayr 1931
- Rhipidura cockerelli floridana Mayr 1931
- Rhipidura cockerelli interposita Rothschild & Hartert 1916
- Rhipidura cockerelli lavellae Rothschild & Hartert 1916
- Rhipidura cockerelli septentrionalis Rothschild & Hartert 1916